# 133 км (зупинний пункт, Південно-Західна залізниця)
133 кіломе́тр — пасажирський залізничний зупинний пункт Конотопської дирекції Південно-Західної залізниці на лінії Хутір-Михайлівський — Ворожба.
Розташований на місці колишнього залізничного примикання із Свеси Ямпільського району Сумської області між станціями Хутір-Михайлівський (4 км) та Свеса (7 км).
Станом на початок 2018 р. на платформі не зупиняються дизель-поїзди.